# Noah Munck
Noah Bryant Munck, noto anche con lo pseudonimo di NoxiK (Mission Viejo, 3 maggio 1996), è un attore statunitense, noto per aver interpretato Gibby nella sitcom di Nickelodeon iCarly.

## Biografia
Figlio di un pastore e di una casalinga, maggiore di cinque figli, Noah Munck ha iniziato la sua carriera all'età di 10 anni, prendendo parte a vari spot pubblicitari e successivamente partecipando a varie serie televisive.

## Riconoscimenti
- Kids' Choice Awards, Australia
  - 2010 – Candidatura per Spalla TV preferita per iCarly

- Kids' Choice Awards, USA
  - 2011 – Candidatura per Favorite TV Sidekick per iCarly[1]

- Young Artist Awards
  - 2009 – Candidatura per miglior performance in una serie televisiva – Giovane attore protagonista per iCarly
  - 2010 – Candidatura per miglior performance in una serie televisiva – Giovane attore protagonista per iCarly

## Filmografia

### Cinema
- Tutti insieme inevitabilmente (Four Christmases), regia di Seth Gordon (2008)
- A proposito di Steve, regia di Phil Trail (2009)
- The Rainbow Tribe, regia di Christopher R. Watson (2010)
- Bad Teacher - Una cattiva maestra (Bad Teacher), regia di Jake Kasdan (2011)
- Just Before I Go, regia di Courteney Cox (2014)
- Tom Sawyer & Huckleberry Finn, regia di Jo Kastner (2014)

### Televisione
- All of Us – serie TV, episodio 4x11 (2007)
- American Body Shop – serie TV, episodio 1x06 (2007)
- 1321 Clover, regia di Walt Becker – film TV (2007)
- iCarly – serie TV, 58 episodi (2007-2012)
- I maghi di Waverly – serie TV, episodio 2x06 (2008)
- Sunday! Sunday! Sunday!, regia di Troy Miller – film TV (2008)
- E.R. - Medici in prima linea – serie TV, episodio 15x21 (2009)
- Ill-Advised, regia di Russell Arch – film TV (2009)
- Phineas e Ferb – serie animata, episodio 2x25 (2009) - voce
- The Karenskys, regia di Pamela Fryman – film TV (2009)
- Le regole dell'amore – serie TV, episodio 4x09 (2010)
- IParty con Victorious (iParty with Victorious), regia di Steve Hoefer – film TV (2011)
- The Troop – serie TV, episodio 2x04 (2011)
- Nicky Deuce, regia di Jonathan A. Rosenbaum – film TV (2013)
- Il grande colpo (Swindle), regia di Jonathan Judge – film TV (2013)
- The Goldbergs (2013-2023)
- Sam & Cat – serie TV, episodio 1x30 (2014)
- Son of Zorn – serie TV, episodio 1x03 (2016)

## Doppiatori italiani
- Stefano Pozzi in iCarly, iParty con Victorious, Il grande colpo, Sam & Cat
- Mirko Cannella in E.R. - Medici in prima linea